# Arion distinctus
Arion distinctus е вид коремоного от семейство Горски охлюви (Arionidae).

## Разпространение
Видът е разпространен в Западна, Северна и Централна Европа, но се е разпространил и на изток.